# تشارلي باركر (سياسي)
تشارلي باركر هو سياسي كندي، ولد في 1951 في كندا. حزبياً، نشط في Nova Scotia New Democratic Party ‏. وقد انتخب عضو مجلس نواب نوفا سكوتيا.